# 일본 컬럼비아

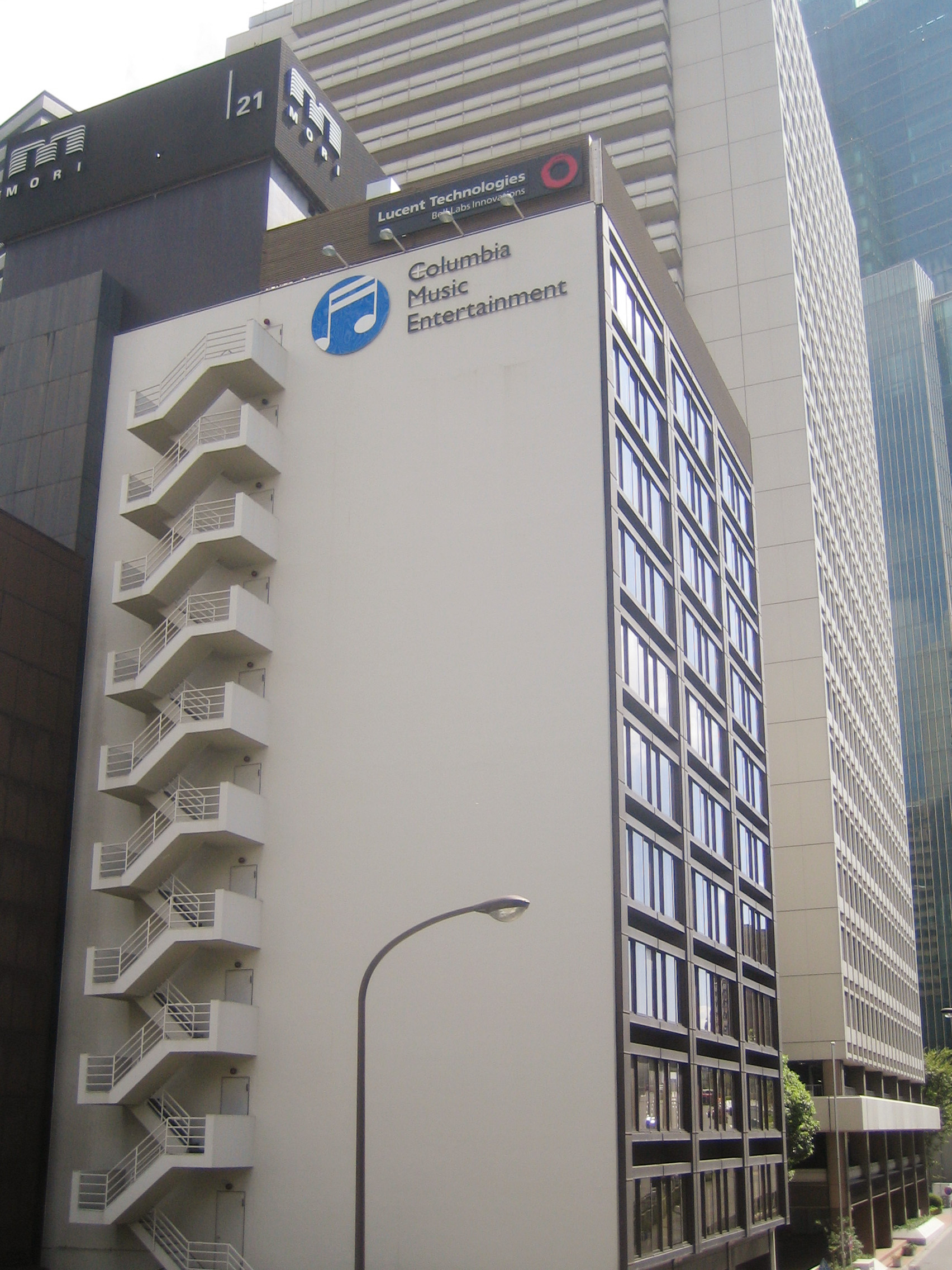
컬럼비아 뮤직 엔터테인먼트 구본사 (2대째). 도쿄도 미나토구 롯폰기의 롯폰기 21모리빌딩

일본 컬럼비아 주식회사(일본어: 日本コロムビア株式会社 닛폰 코로무비아[*], 영어: NIPPON COLUMBIA CO., LTD. 닛폰 컬럼비아[*])는 일본의 온라인 음악 서비스이다.

## 개설
1910년 10월 1일, 가나가와현 타치바나 군 카와사키정 (현재의 가와사키시 가와사키구)에서 일본 축음기 상사로 해서 설립된, 일본에서 최초의 온라인 음악 서비스이다. 창업시부터 미국 컬럼비아 레코드 회사와는 제휴 관계에 있어, 소프트는 물론, 축음기 음반이나 축음기의 기술면에서의 수출입을 하고 있었다. 일축공업을 거쳐 1946년에 일본 컬럼비아로 개칭. 1960년대까지 빅터 토킹 머신 (RCA 빅터)과 컬럼비아의 미국 2강에 의해서 축음기 음반 (커팅·녹음)·축음기 (재생) 기술 쌍방의 개발이 겨루어지고 있어 일본 콜럼비아는 LP반에 의한 방악 작품을 재빨리 팔기 시작했다.
전후, 주로 엔카·가요쿄쿠이나 일본 연극·학교 음악 교재의 레코드 제작·발매가 중심이었지만, 1960년대 중반 이후는 그룹 사운드, 애니메이션이나 특수 촬영 등의 애니메이션 음악, 1970년대 중반 이후는 아이돌 가요곡 분야에도 진출했다. 한편으로 미국 컬럼비아 레코드는 1968년 (쇼와 43년) 에 수입 발매권이 해소되었기 때문에, 서양 음악 (락 밴드·대중음악 등)의 라인 업은 큰폭으로 감소해, 현재는 자사 프로듀스 혹은 발매권 취득에 의한 클래식이나재즈 연주를 중심으로 한 소수파에 머물고 있다. 1990연대 중순보다 불채산 부문이라고 해진 J-POP에 힘을 쓰고 있다.
쇼와 기에는, 미조라 히바리·이시카와 사유리·시마쿠라 치요코·미야코 하루미·후지야마 이치로·후나키 가즈오 등의 엔카·가요곡의 중진이 다수 소속해, JVC 켄우드 빅터 엔터테인먼트·토시바 EMI·디치크와 시장을 2분할 정도의 기세가 있었다. 그 한편, J-POP 부문은 그러한 레코드 회사나 소니 뮤직·포니 캐년·에이벡스 등 신흥세와는 상반되고, 고다이고·나카무라 마사토시·사카키바라 이쿠에·마츠야마 치하루·더 콜렉터즈, 헤세이기 이후는 미쉘 건 엘리펀트·피치카토 파이브, 모피의 마리즈 등, 팬층이 비교적 한정된 아티스트를 차지했다.
1947년에 산하가 된 일본 전기 음향 (브랜드명 DENON [덴온 (데논)]) 은, 방송국 전용으로 공급하고 있던 카트리지 DL-103을 1964년 무렵에 일반 오디오 시장에 유통시킨 것을 계기로서 이후 덴온 (데논) 브랜드에 의한 컴퍼넌트 기기를 발매했다. 1972년 무렵에는, NHK 기술연구소와의 공동 개발에 의한 세계 최초의 실용 PCM 디지털 레코더 (DENON DN023R) 에 의한 디지털 녹음·LP반 발매를 실시하는 등, 소프트와 하드를 겸비하고 있던 메이커로서의 얼굴도 보이고 있었다. 그러나 후술의 경영 재건책에 의해, 2001년에 데논 (현 데논 콘슈머 마케팅) 으로서 분사화되어 그 후의 일본 마란츠와의 경영 통합에 의해, 고급 지향에 특화한 오디오 기기 메이커로서 사업을 실시하고 있다.
1992년 무렵에, ANIMEX 라벨 내의 특수 촬영 음악 (구 브라질 레코드) 과 애니메이션 음악 일부 작품의 제작·발매원을 주식회사 포르테·뮤직 엔터테인먼트 (Forte Music Enterprise, FME) 에 분사화 해, 디렉터가 독립. 그러나, 1996년 (헤세이 8년) 무렵에 채무초과에 빠져 회사가 청산되었기 때문에, 컬럼비아가 동사의 음원을 매입하는 형태로 수습하고 있다.
이전에는 긴 세월에 걸쳐, 히타치 제작소가 필두 주주인 히타치 그룹의 1사에서, 게다가 다이이치 칸교은행 그룹의 사장회인 미카네회에서도, 재벌에 속하지 않는 '권은 15사'의 하나로서 소속하는, 민족 (국내) 자본의 명문 레코드 회사였다. 그러나, 후술의 2001년에 실시된 경영 재건에 수반하는 그룹외 기업으로부터의 출자·경영 지원에 의해, 미즈호 그룹이나 히타치 그룹의 계열로부터 탈퇴하고 있다.
2012년 현재의 주요 거래은행은 미츠이 스미토모 신탁은행이다. 페이스그르프들이 이전에는 미쓰비시 도쿄 UFJ 은행이었다.
일찍이 관계가 있던 미국 컬럼비아 레코드와 할리우드의 대기업 영화 스튜디오인 컬럼비아 픽처스는 동일 표기이지만, 양 회사 사이는 원래 관계가 없었다. 그러나, 소니에 의한 매수에 의해 1990년 이후는 소니 그룹에 속하고 있다.
발음이 비슷하기 때문에 '콜롬비아'라고 오기되는 것이 많다.
2014년 6월 23일, 2014년 FIFA 월드컵 C조의 일본 vs 콜롬비아전을 응원하는 취지로, 6월 25일의 시합 종료까지의 한정으로 회사명을 '일본 vs 콜롬비아 주식회사'라는 것을 발표했다 (정식적인 회사명의 변경은 아니다). 소속 가수의 쿠미코가, 6월 21일에 콘서트 내에서 실시한 발언이 계기로 있다.